# Березюк Тарас Зеновійович

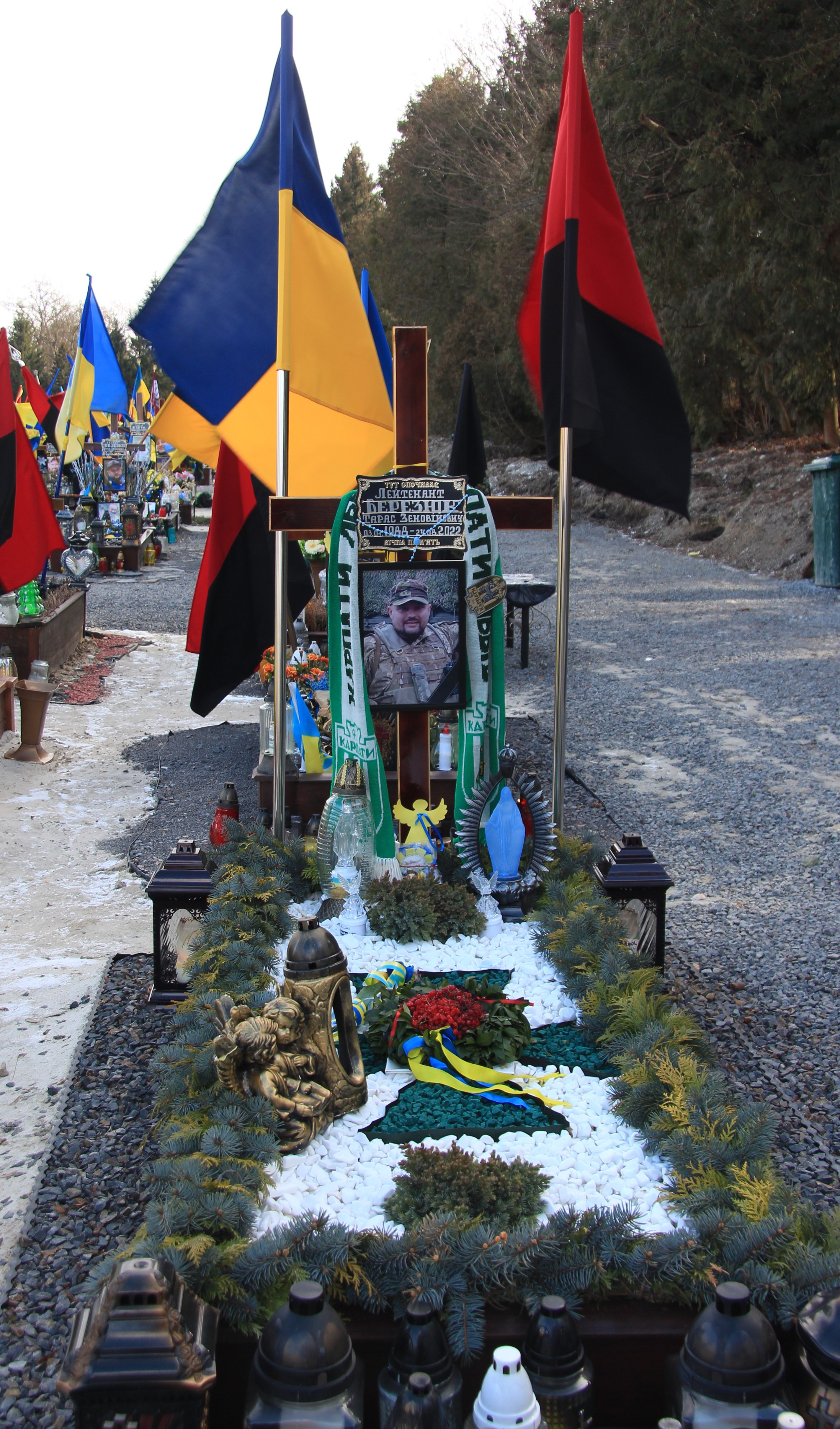

Тарас Зеновійович Березюк (позивні «Сихівський», «Коцюба»; 3 січня 1988, Львівська область — 24 серпня 2022) — український педагог, історик, військовослужбовець, лейтенант 24 ОМБр Збройних сил України, учасник російсько-української війни. Лицар ордена Богдана Хмельницького III ступеня (2023, посмертно).

## Життєпис
Навчався у середніх загальноосвітніх школах № 98 та № 1 м. Львова. Закінчив історичний факультет Львівського національного університету імені Івана Франка.
У 2010-2011 роках проходив військову службу. Працював викладачем історії та соціології, завідувачем економіко-технологічного відділення Львівського фахового коледжу харчової і переробної промисловості Національного університету харчових технологій.
Учасник АТО. У складі 24-ї окремої механізованої бригади брав участь в боях за Лиман, Лисичанськ та Сєвєродонецьк.
У 2017 році закінчив Національний університет оборони України імені Івана Черняховського (отримав звання «молодший лейтенант»).
З початком повномасштабного російського вторгнення в Україну 2022 року, повернувся на службу до 24-ї окремої механізованої бригади. Був другом та побратимом Юрія Руфа. Загинув 24 серпня 2022 року.
Похований 30 серпня 2022 року на Личаківському цвинтарі м. Львова.
Залишилися батьки та брат.

## Нагороди
- орден Богдана Хмельницького III ступеня (9 січня 2023, посмертно) — за особисту мужність і самовідданість, виявлені у захисті державного суверенітету та територіальної цілісності України, вірність військовій присязі[1].

## Вшанування пам'яті
2 березня 2023 року на фасаді Львівського фахового коледжу харчової і переробної промисловості відкрили меморіальну таблицю Тарасові Березюку.

## Військові звання
- лейтенант (станом на 9.1.2023),
- молодший лейтенант (2017).